# Arnac-sur-Dourdou
Pour les articles homonymes, voir Arnac (homonymie) et Dourdou.
Arnac-sur-Dourdou [aʁ.nak syʁ duʁdu] est une commune française du département de l'Aveyron, en région Occitanie.

## Géographie

### Localisation et communes limitrophes
La commune d'Arnac-sur-Dourdou se trouve à l'extrême sud  du département de l'Aveyron, dans la vallée du Dourdou de Camarès et la petite région agricole des Monts de Lacaune. Elle se situe à 121 km par la route de Rodez, préfecture du département, à 71 km de Millau, sous-préfecture et à 62 km de La Cavalerie, bureau centralisateur du canton de Causses-Rougiers dont dépend la commune depuis 2015. La commune fait en outre partie du bassin de vie de Lacaune.
Les communes les plus proches sont, : Brusque (4,9 km), Peux-et-Couffouleux (6,8 km), Mélagues (7,0 km), Castanet-le-Haut (34) (7,2 km), Saint-Geniès-de-Varensal (34) (7,6 km), Murat-sur-Vèbre (81) (7,8 km), Fayet (12) (8,6 km), Rosis (34) (8,8 km), Barre (81) (9,0 km).
La commune est limitrophe des départements du Tarn et de l'Hérault. Elle se situe à 600 m d'altitude environ, au cœur des Monts de Lacaune.
|                        | Brusque                    |          |
| Murat-sur-Vèbre (Tarn) | Arnac-sur-Dourdou          | Mélagues |
|                        | Castanet-le-Haut (Hérault) |          |

### Lieux-dits et hameaux
- Arnac
- la Bouffie
- les Devèzes
- la Grange (en ruine)
- la Mouline
- le Pesquier
- Proudoumat (en ruine)

### Hydrographie

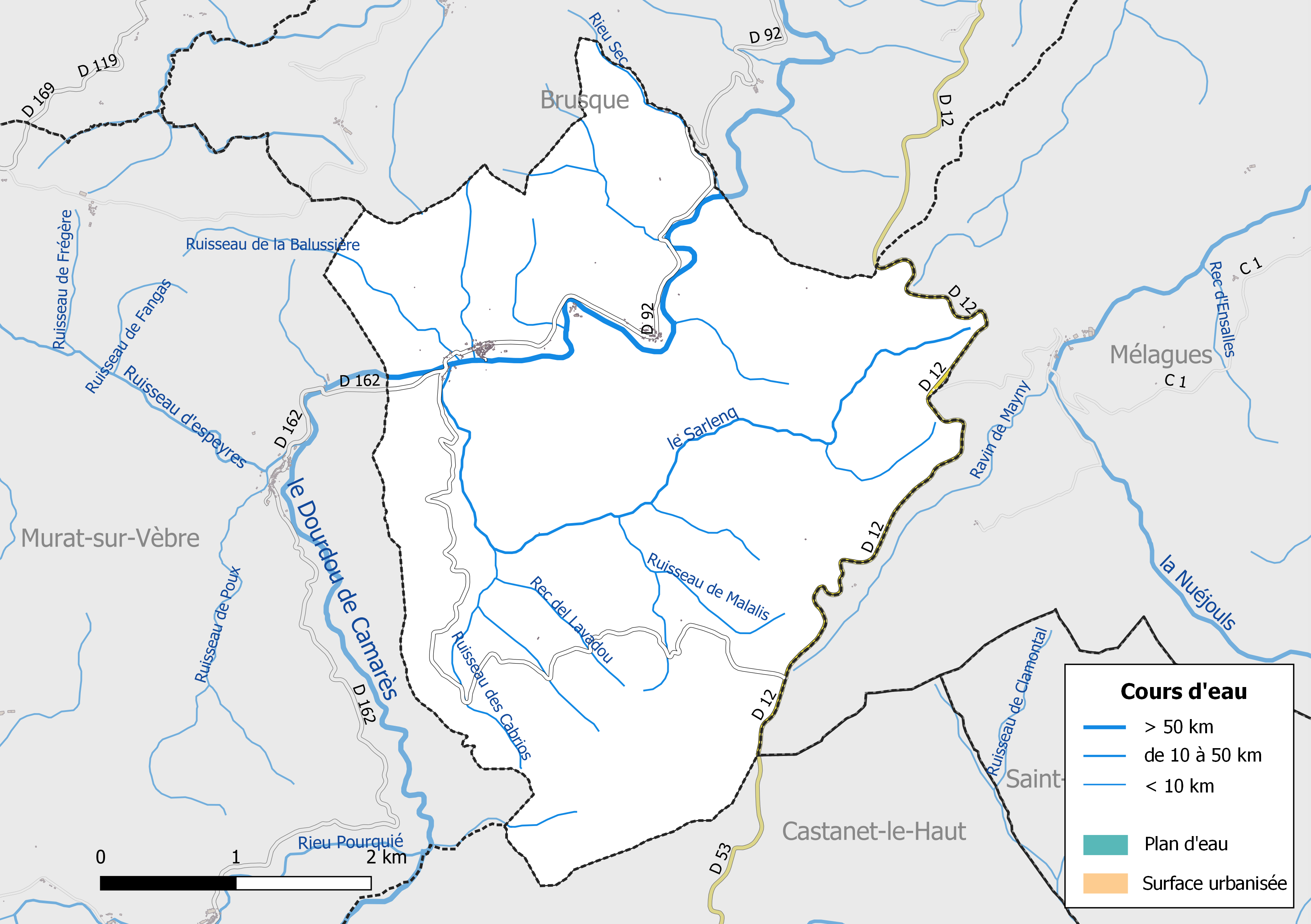
Réseaux hydrographique et routier d'Arnac-sur-Dourdou.

La commune est drainée par le Dourdou de Camarès, le Sarlenq, Rec del Lavadou, Rieu Sec, le ruisseau d'Aygues Grosses, le ruisseau de Combe Escure, le ruisseau de la Balusière, le ruisseau de la Bouffie, le ruisseau de la Grange, le ruisseau de Malalis, le ruisseau de Peyre Grosse, le ruisseau des Cabrios, le ruisseau du Péras, le ruisseau du Rimoustel et par divers petits cours d'eau.
Le Dourdou de Camarès, d'une longueur totale de 86,8 km, prend sa source dans la commune de Murat-sur-Vèbre (81) et se jette  dans le Tarn à Saint-Izaire, après avoir arrosé 13 communes.

### Climat
Pour des articles plus généraux, voir Climat de l'Occitanie et Climat de l'Aveyron.
En 2010, le climat de la commune est de type climat des marges montargnardes, selon une étude s'appuyant sur une série de données couvrant la période 1971-2000. En 2020, Météo-France publie une typologie des climats de la France métropolitaine dans laquelle la commune est dans une zone de transition entre le climat de montagne et le climat méditerranéen et est dans une zone de transition entre les régions climatiques « Provence, Languedoc-Roussillon » et « Sud-est du Massif Central »0.
Pour la période 1971-2000, la température annuelle moyenne est de 11,2 °C, avec une amplitude thermique annuelle de 14,8 °C. Le cumul annuel moyen de précipitations est de 1 334 mm, avec 10,6 jours de précipitations en janvier et 4,5 jours en juillet. Pour la période 1991-2020, la température moyenne annuelle observée sur la station météorologique la plus proche, située sur la commune de Brusque à 5 km à vol d'oiseau, est de 11,0 °C et le cumul annuel moyen de précipitations est de 1 103,3 mm,. Pour l'avenir, les paramètres climatiques de la commune estimés pour 2050 selon différents scénarios d'émission de gaz à effet de serre sont consultables sur un site dédié publié par Météo-France en novembre 2022.

### Milieux naturels et biodiversité

#### Espaces protégés
La protection réglementaire est le mode d’intervention le plus fort pour préserver des espaces naturels remarquables et leur biodiversité associée.
Dans ce cadre, la commune fait partie d'un espace protégé, le Parc naturel régional des Grands Causses, créé en 1995 et d'une superficie de 327 937 ha Ce territoire rural habité, reconnu au niveau national pour sa forte valeur patrimoniale et paysagère, s’organise autour d’un projet concerté de développement durable, fondé sur la protection et la valorisation de son patrimoine,.

#### Zones naturelles d'intérêt écologique, faunistique et floristique

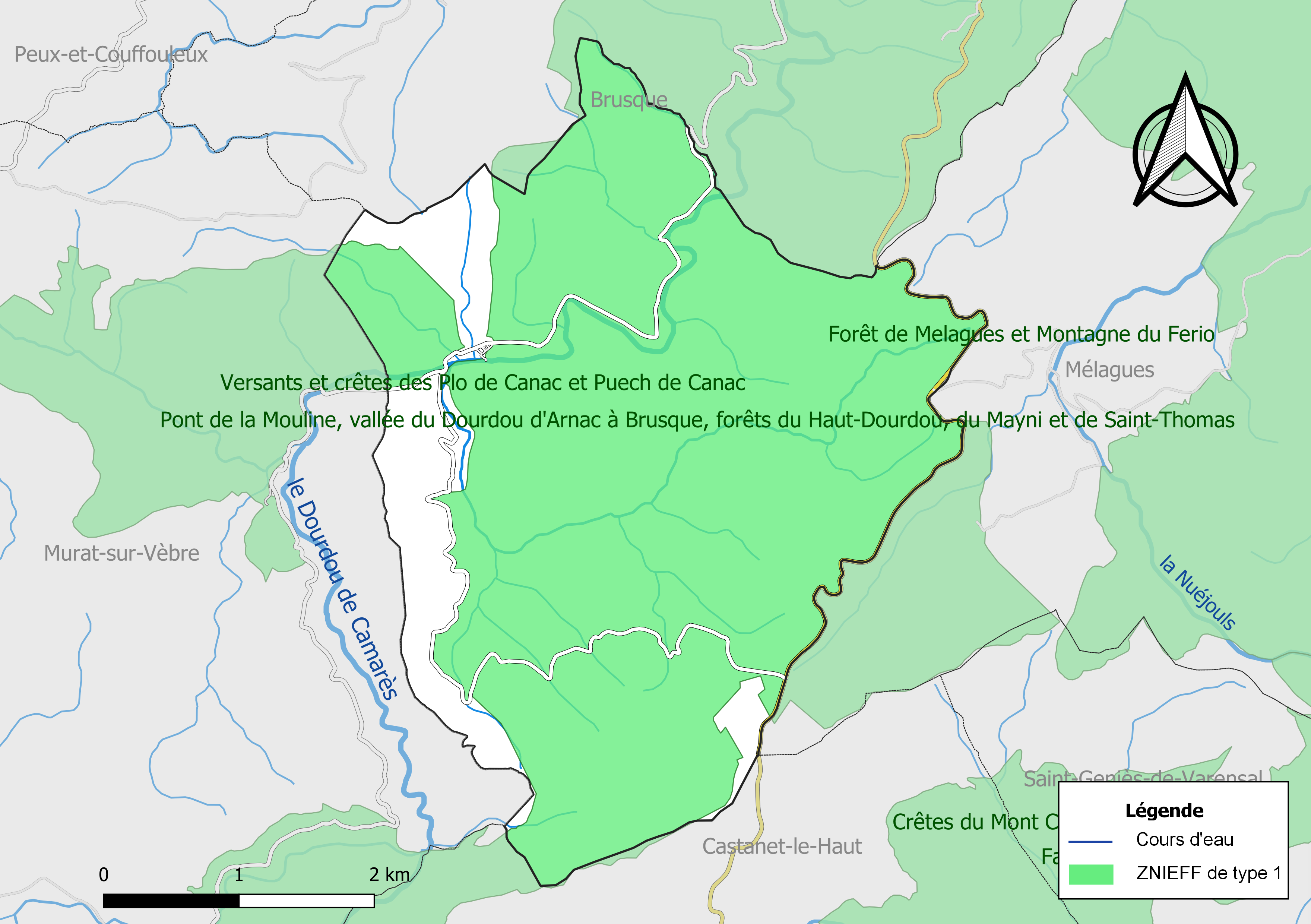
Carte des ZNIEFF de type 1 localisées sur la commune.

L’inventaire des zones naturelles d'intérêt écologique, faunistique et floristique (ZNIEFF) a pour objectif de réaliser une couverture des zones les plus intéressantes sur le plan écologique, essentiellement dans la perspective d’améliorer la connaissance du patrimoine naturel national et de fournir aux différents décideurs un outil d’aide à la prise en compte de l’environnement dans l’aménagement du territoire.
Le territoire communal d'Arnac-sur-Dourdou comprend deux ZNIEFF de type 1, : 
le « pont de la Mouline, vallée du dourdou d'Arnac à Brusque, forêts du haut-Dourdou, du Mayni et de Saint-thomas » (2 606 ha)
et les « versants et crêtes des Plo de Canac et puech de Canac » (455,2 ha).

## Urbanisme

### Typologie
Au 1er janvier 2024, Arnac-sur-Dourdou est catégorisée commune rurale à habitat très dispersé, selon la nouvelle grille communale de densité à 7 niveaux définie par l'Insee en 2022.
Elle est située hors unité urbaine et hors attraction des villes,.

### Occupation des sols

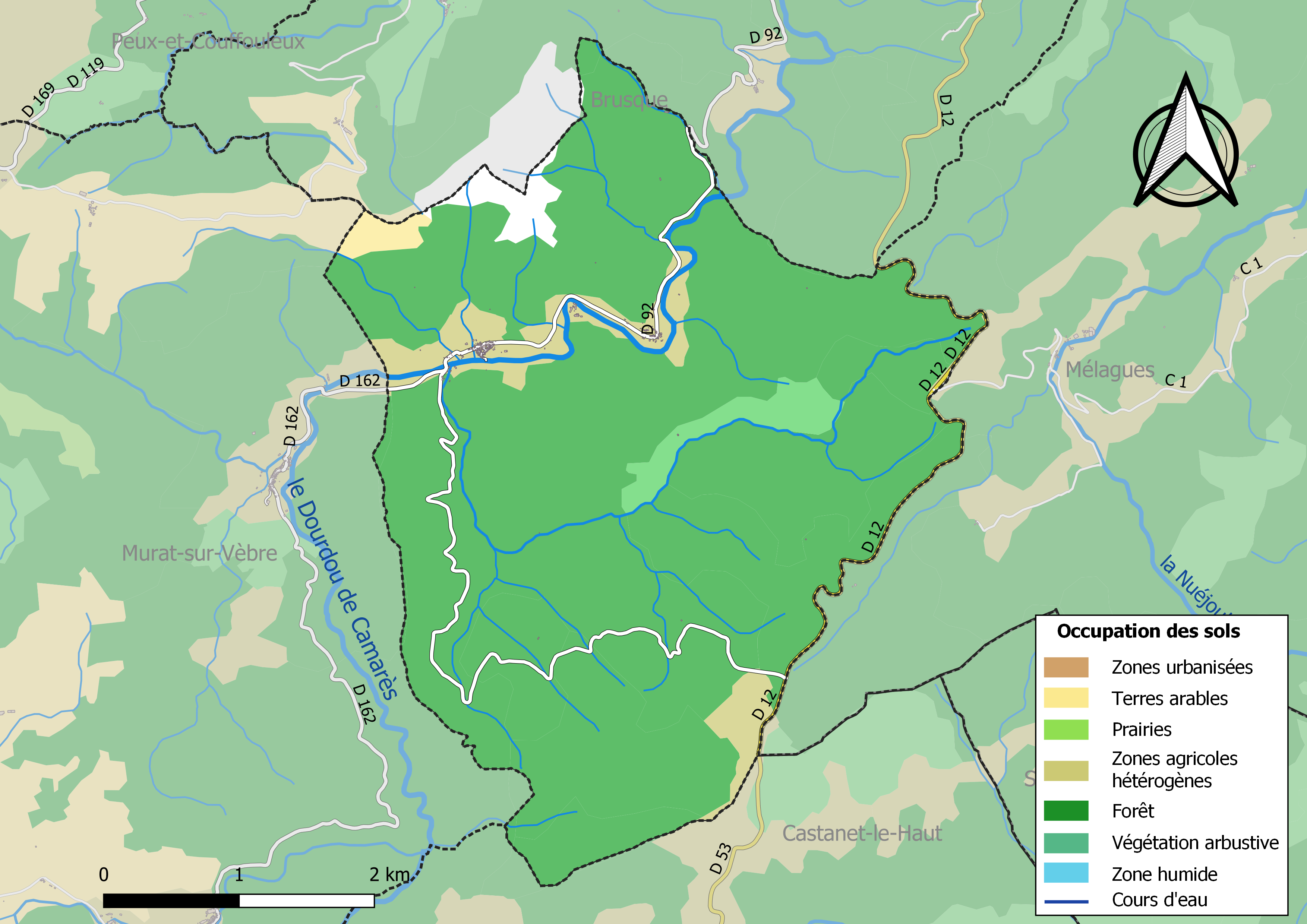
Infrastructures et occupation des sols de la commune d'Arnac-sur-Dourdou.

L'occupation des sols de la commune, telle qu'elle ressort de la base de données européenne d’occupation biophysique des sols Corine Land Cover (CLC), est marquée par l'importance des forêts et milieux semi-naturels (92,6 % en 2018), en augmentation par rapport à 1990 (89,3 %). La répartition détaillée en 2018 est la suivante : 
forêts (85,1 %), zones agricoles hétérogènes (6,5 %), milieux à végétation arbustive et/ou herbacée (6 %), espaces ouverts, sans ou avec peu de végétation (1,4 %), terres arables (0,8 %).

### Planification
La loi SRU du 13 décembre 2000 a incité fortement les communes à se regrouper au sein d’un établissement public, pour déterminer les partis d’aménagement de l’espace au sein d’un SCoT, un document essentiel d’orientation stratégique des politiques publiques à une grande échelle. La commune est dans le territoire du SCoT du Parc naturel régional des Grands Causses, approuvé le vendredi 7 juillet 2017 par le comité syndical et mis à l’enquête publique en décembre 2019. La structure porteuse est le Pôle d'équilibre territorial et rural du PNR des Grands Causses, qui associe huit communautés de communes, notamment la communauté de communes Monts, Rance et Rougier, dont la commune est membre.
La commune disposait en 2017 d'une carte communale approuvée et un plan local d'urbanisme était en élaboration.

### Risques majeurs
Le territoire de la commune d'Arnac-sur-Dourdou est vulnérable à différents aléas naturels : inondations, climatiques (hiver exceptionnel ou canicule), feux de forêts et séisme (sismicité très faible).
Il est également exposé à un risque particulier, le risque radon,.

#### Risques naturels

Zones inondables de la commune d'Arnac-sur-Dourdou.

Certaines parties du territoire communal sont susceptibles d’être affectées par le risque d’inondation par débordement du Dourdou de Camarès. Les dernières grandes crues historiques, ayant touché plusieurs parties du département, remontent aux 3 et 4 décembre 2003 (dans les bassins du Lot, de l'Aveyron, du Viaur et du Tarn) et au 28 novembre 2014 (bassins de la Sorgues et du Dourdou). Ce risque est pris en compte dans l'aménagement du territoire de la commune par le biais du Plan de prévention du risque inondation (PPRI) du bassin du « Dourdou de Camarès amont», approuvé le 6 décembre 2012.
Le Plan départemental de protection des forêts contre les incendies découpe le département de l’Aveyron en sept « bassins de risque » et définit une sensibilité des communes à l’aléa feux de forêt (de faible à très forte). La commune est classée en sensibilité forte.

#### Risque particulier
Dans plusieurs parties du territoire national, le radon, accumulé dans certains logements ou autres locaux, peut constituer une source significative d’exposition de la population aux rayonnements ionisants. Toutes les communes du département sont concernées par le risque radon à un niveau plus ou moins élevé. La commune d'Arnac-sur-Dourdou est classée à risque faible.

## Histoire
Jusqu'à la Révolution, la paroisse d'Arnac faisait partie intégrante de la communauté de Brusque. Cependant Proudoumat faisait partie de la terre de la Lande de Valvidoulès, territoire au statut particulier. Saint-Benoît-d'Arnac était alors une annexe de la paroisse Saint-Pierre-des-Cats (actuelle commune de Mélagues). La population comprenait une forte minorité de gens convertis au protestantisme.
La Mouline était le siège de moulins animant des martinets pour le forgeage du fer.
Après la Révolution, Arnac fit partie de la commune de Mélagues. C'est en 1872 que fut créée la commune d'Arnac-sur-Dourdou. Aujourd'hui, le village est constitué de nombreuses résidences secondaires souvent propriétés de descendants d'anciens habitants du village.

## Politique et administration

### Découpage territorial
La commune d'Arnac-sur-Dourdou est membre de la communauté de communes Monts, Rance et Rougier, un établissement public de coopération intercommunale (EPCI) à fiscalité propre créé le 1er janvier 2017 dont le siège est à Belmont-sur-Rance. Ce dernier est par ailleurs membre d'autres groupements intercommunaux.
Sur le plan administratif, elle est rattachée à l'arrondissement de Millau, au département de l'Aveyron et à la région Occitanie. Sur le plan électoral, elle dépend du  canton des Causses-Rougiers pour l'élection des conseillers départementaux, depuis le redécoupage cantonal de 2014 entré en vigueur en 2015, et de la troisième circonscription de l'Aveyron  pour les élections législatives, depuis le dernier découpage électoral de 2010.

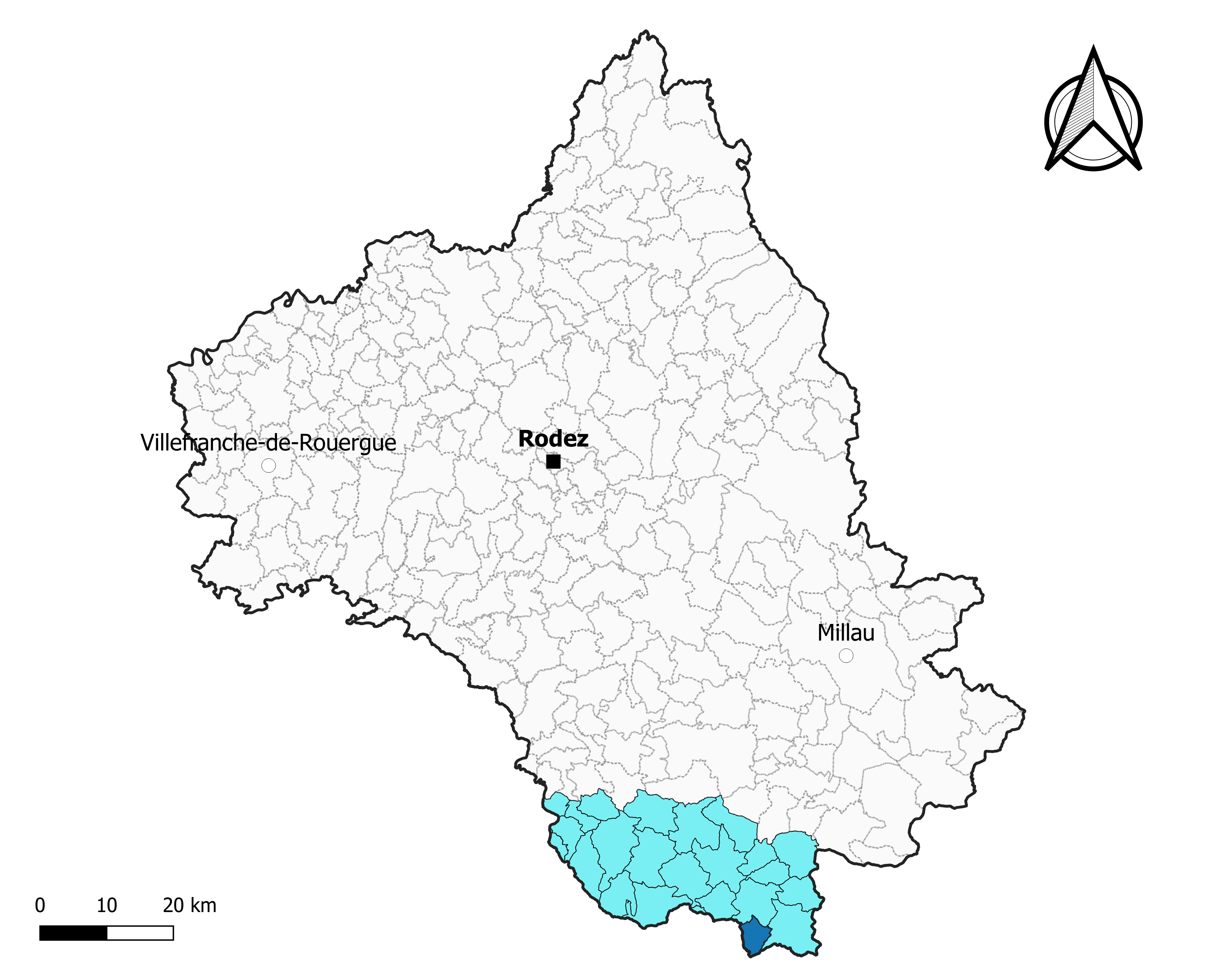
Arnac-sur-Dourdou dans l'intercommunalité en 2020.
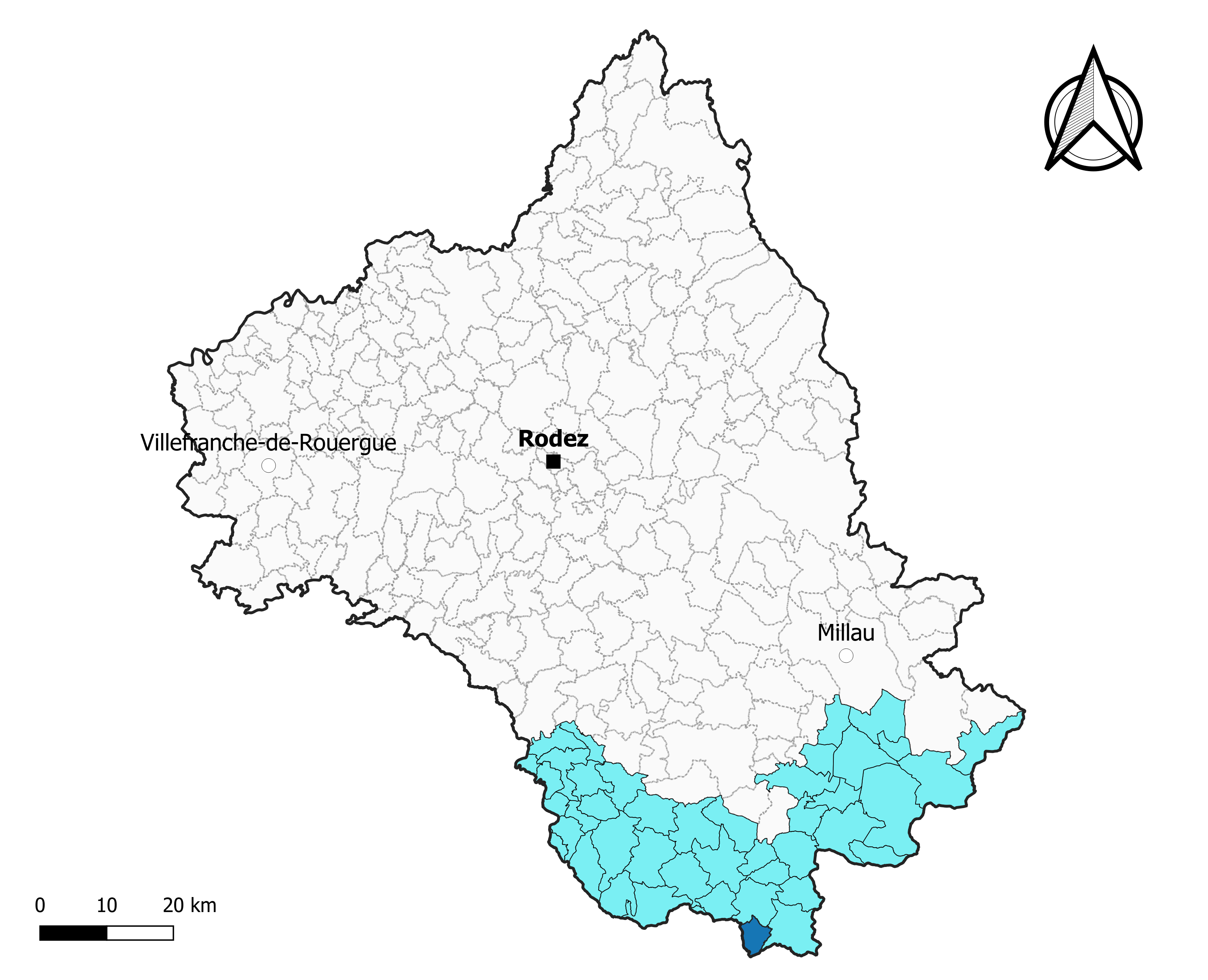
Arnac-sur-Dourdou dans le canton des Causses-Rougiers en 2020.
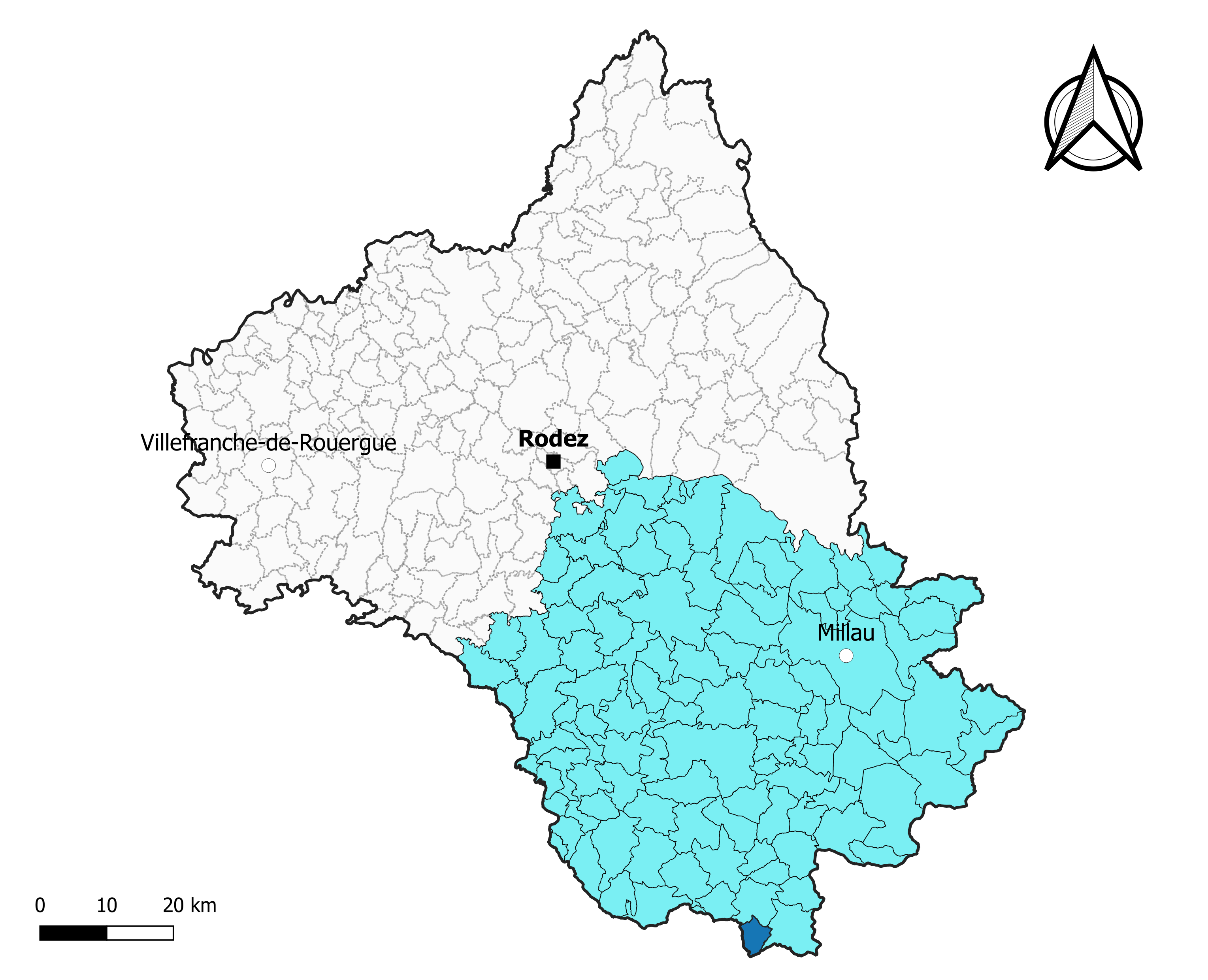
Arnac-sur-Dourdou dans l'arrondissement de Millau en 2020.

### Élections municipales et communautaires

#### Élections de 2020
Le conseil municipal d'Arnac-sur-Dourdou, commune de moins de 1 000 habitants, est élu au scrutin majoritaire plurinominal à deux tours avec candidatures isolées ou groupées et possibilité de panachage. Compte tenu de la population communale, le nombre de sièges à pourvoir lors des élections municipales de 2020 est de 7. Sur les neuf candidats en lice, sept sont élus dès le premier tour, le 15 mars 2020, correspondant à la totalité des sièges à pourvoir, avec un taux de participation de 48,05 %.
Guy Sales est élu nouveau maire de la commune le 24 mai 2020.
Dans les communes de moins de 1 000 habitants, les conseillers communautaires sont désignés parmi les conseillers municipaux élus en suivant l’ordre du tableau (maire, adjoints puis conseillers municipaux) et dans la limite du nombre de sièges attribués à la commune au sein du conseil communautaire. Un siège est attribué à la commune au sein de la communauté de communes Monts, Rance et Rougier.

#### Liste des maires
| Période                                  | Période                  | Identité          | Étiquette | Qualité        |
| ---------------------------------------- | ------------------------ | ----------------- | --------- | -------------- |
| 1872                                     | 1892                     | Barthélémy Garenq |           |                |
| 1892                                     | 1929                     | Jacques Roques    |           |                |
| 1929                                     | 1935                     | Hippolyte Garenq  |           |                |
| 1935                                     | 1945                     | Jacques Roques    |           |                |
| 1945                                     | 1947                     | Jean Bertrand     |           |                |
| 1947                                     | 1995                     | Louis Maury       |           |                |
| 1995                                     | 1997                     | Pierre Garenc     |           |                |
| 1997                                     | 2008                     | Henri Riac        |           |                |
| 2008                                     | décédée le 13 avril 2020 | Fernande Singer   |           | Retraitée      |
| mai 2020                                 | En cours                 | Guy Sales,        | UPR       | Ancien employé |
| Les données manquantes sont à compléter. |                          |                   |           |                |

## Population et société

### Démographie
L'évolution du nombre d'habitants est connue à travers les recensements de la population effectués dans la commune depuis 1872. Pour les communes de moins de 10 000 habitants, une enquête de recensement portant sur toute la population est réalisée tous les cinq ans, les populations de référence des années intermédiaires étant quant à elles estimées par interpolation ou extrapolation. Pour la commune, le premier recensement exhaustif entrant dans le cadre du nouveau dispositif a été réalisé en 2007.

En 2022, la commune comptait 44 habitants, en évolution de +25,71 % par rapport à 2016 (Aveyron : +0,37 %, France hors Mayotte : +2,11 %).
| 1872 | 1876 | 1881 | 1886 | 1891 | 1896 | 1901 | 1906 | 1911 |
| ---- | ---- | ---- | ---- | ---- | ---- | ---- | ---- | ---- |
| 401  | 399  | 401  | 376  | 376  | 337  | 304  | 307  | 295  |

| 1921 | 1926 | 1931 | 1936 | 1946 | 1954 | 1962 | 1968 | 1975 |
| ---- | ---- | ---- | ---- | ---- | ---- | ---- | ---- | ---- |
| 206  | 256  | 244  | 145  | 110  | 111  | 103  | 87   | 66   |

| 1982 | 1990 | 1999 | 2006 | 2007 | 2012 | 2017 | 2022 | - |
| ---- | ---- | ---- | ---- | ---- | ---- | ---- | ---- | - |
| 48   | 55   | 30   | 24   | 23   | 37   | 34   | 44   | - |

### Manifestations culturelles et festivités
- Fête à Arnac en habits traditionnels.

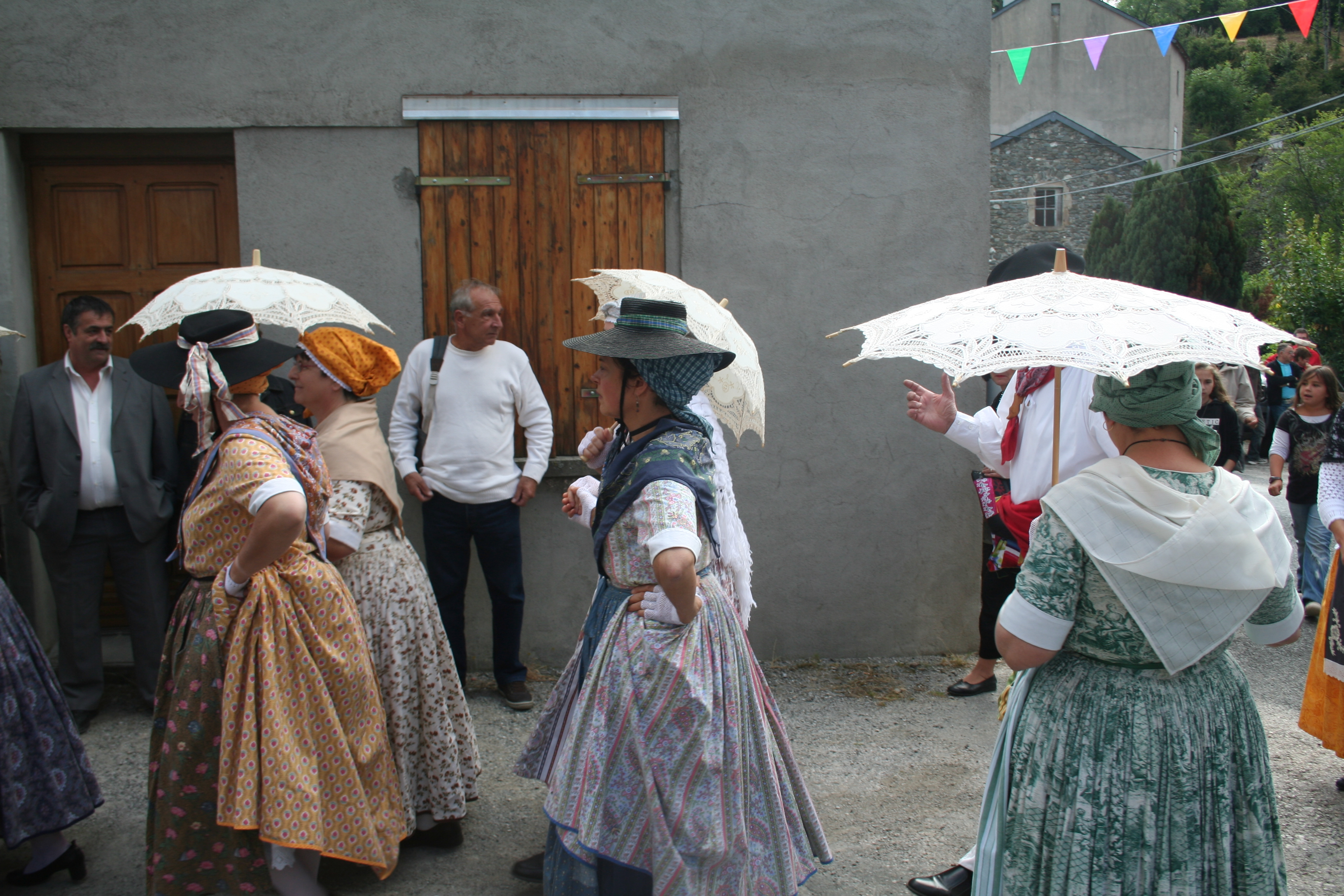
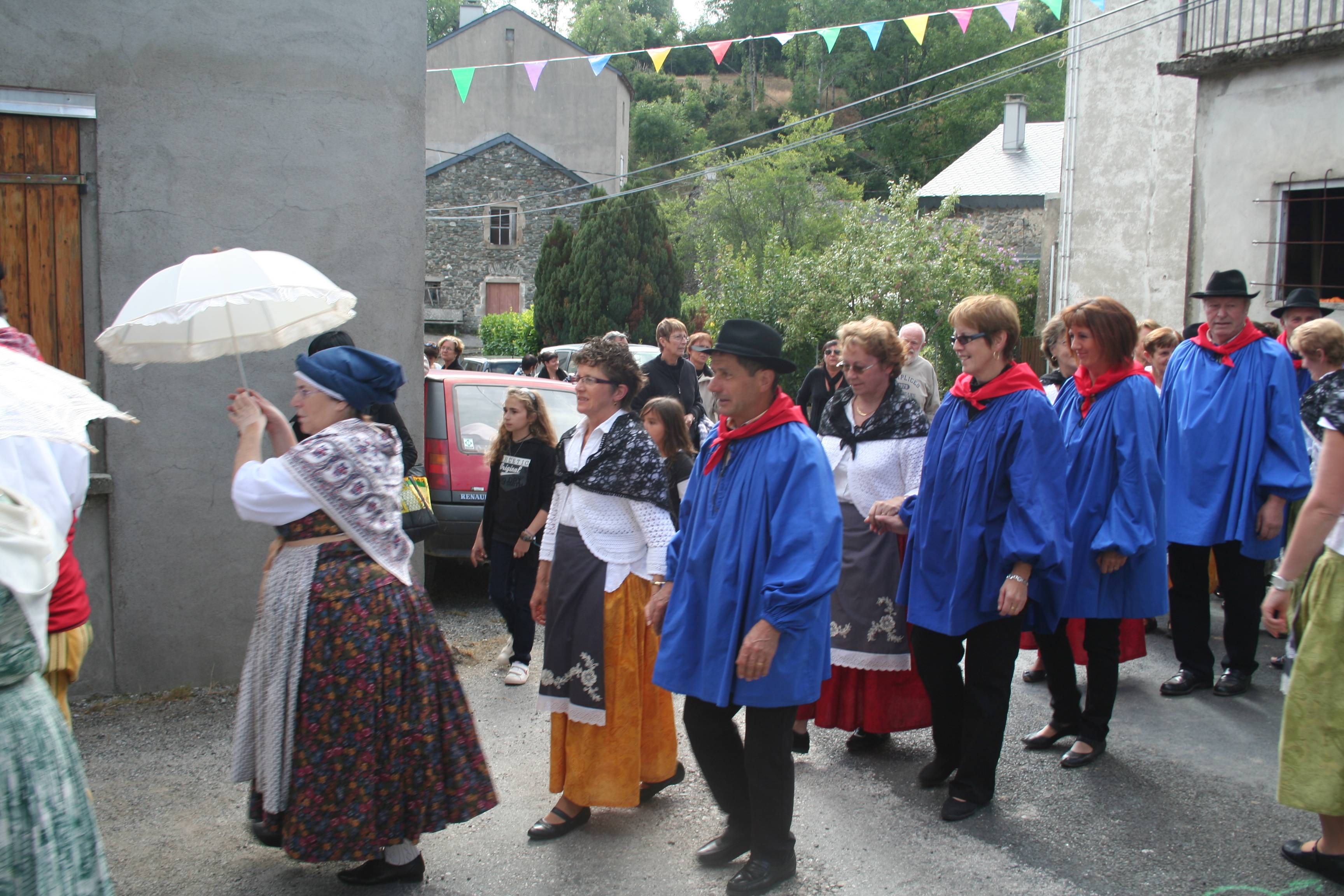
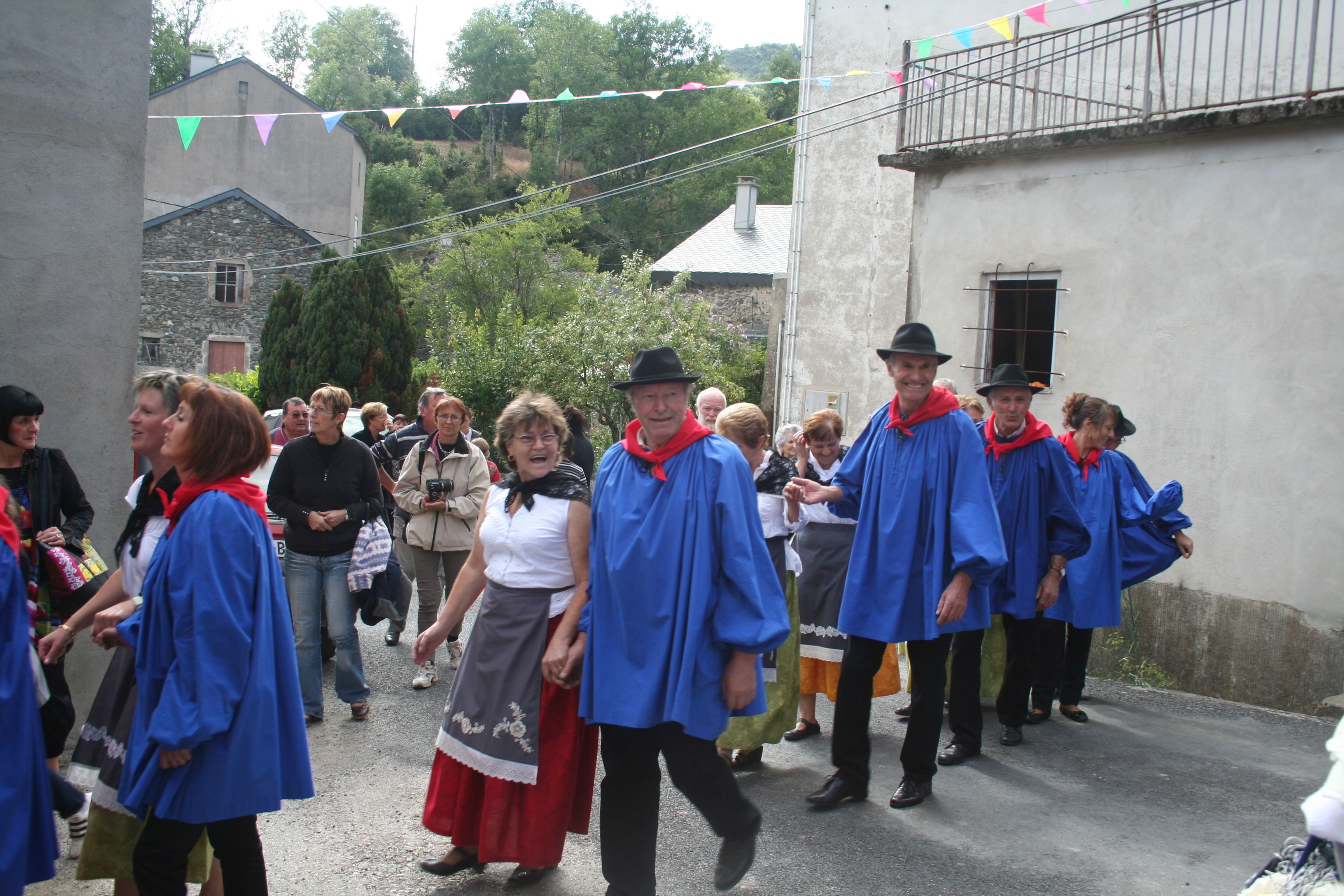
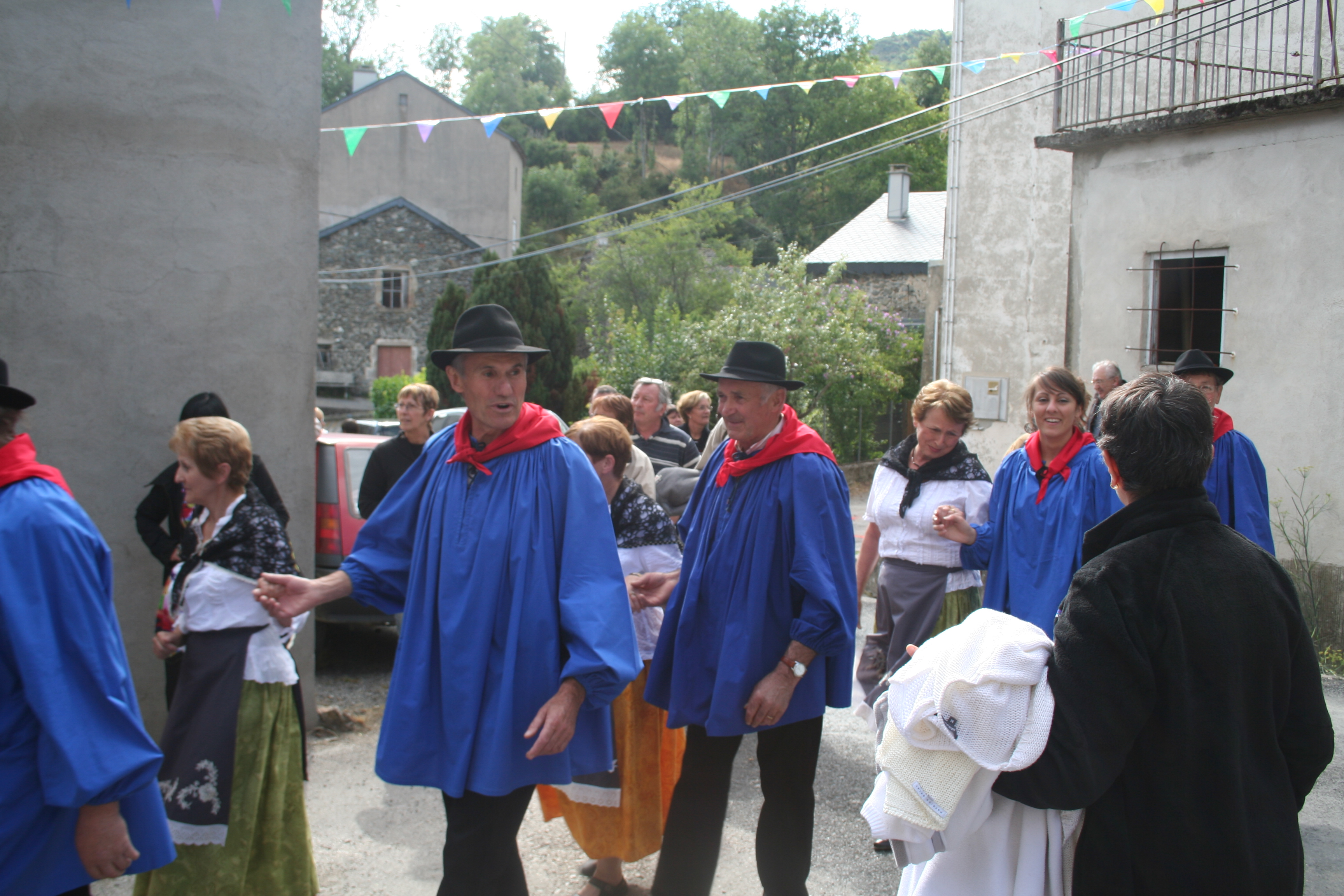

## Économie

### Emploi
| Division       | 2008  | 2013  | 2018  |
| -------------- | ----- | ----- | ----- |
| Commune        | 0 %   | 0 %   | 0 %   |
| Département    | 5,4 % | 7,1 % | 7,1 % |
| France entière | 8,3 % | 10 %  | 10 %  |

En 2018, la population âgée de 15 à 64 ans s'élève à 14 personnes, parmi lesquelles on compte 57,1 % d'actifs (57,1 % ayant un emploi et 0 % de chômeurs) et 42,9 % d'inactifs,. Depuis 2008, le taux de chômage communal (au sens du recensement) des 15-64 ans est inférieur à celui de la France et du département.
La commune est hors attraction des villes,. Elle compte 4 emplois en 2018, contre 3 en 2013 et 4 en 2008. Le nombre d'actifs ayant un emploi résidant dans la commune est de 8, soit un indicateur de concentration d'emploi de 49,4 % et un taux d'activité parmi les 15 ans ou plus de 25 %.
Sur ces 8 actifs de 15 ans ou plus ayant un emploi, 2 travaillent dans la commune, soit 25 % des habitants. Pour se rendre au travail, 75 % des habitants utilisent un véhicule personnel ou de fonction à quatre roues, 12,5 % s'y rendent en deux-roues, à vélo ou à pied et 12,5 % n'ont pas besoin de transport (travail au domicile).

### Activités hors agriculture
Deux établissements seulement relevant d’une activité hors champ de l’agriculture sont implantés  à Arnac-sur-Dourdou au 31 décembre 2019.

### Agriculture
|               | 1988 | 2000 | 2010 | 2020 |
| ------------- | ---- | ---- | ---- | ---- |
| Exploitations | 2    | 1    | 1    | 1    |
| SAU (ha)      | 50   | 40   | 38   | 32   |

La commune est dans les Monts de Lacaune, une petite région agricole occupant le sud du département de l'Aveyron. En 2020, l'orientation technico-économique de l'agriculture  sur la commune est l'exploitation de grandes cultures (hors céréales et oléoprotéagineuses). Une seule  exploitation agricole ayant son siège dans la commune est recensée lors du recensement agricole de 2020 (deux en 1988). La superficie agricole utilisée est de 32 ha,,.

## Culture locale et patrimoine

### Lieux et monuments

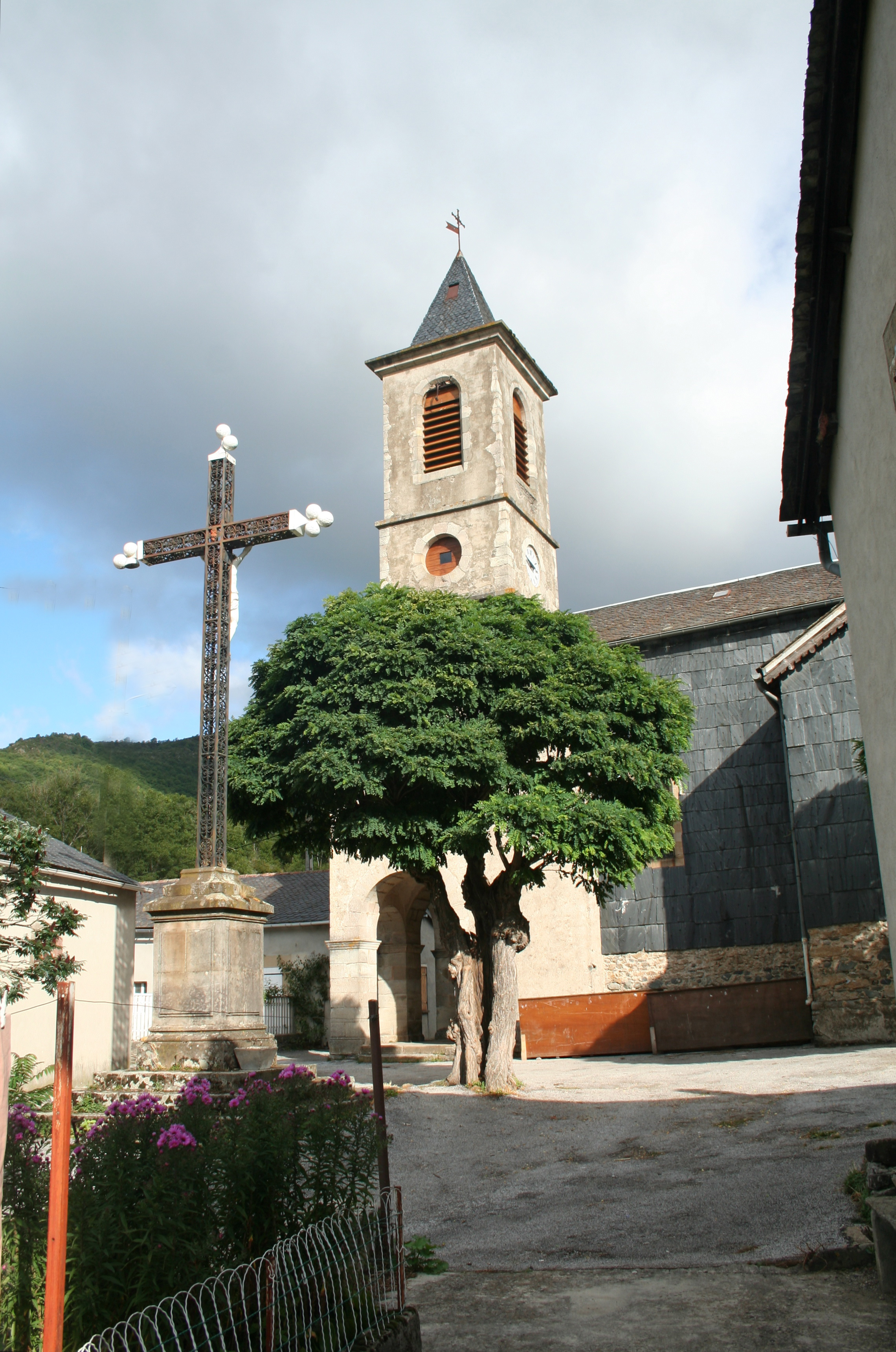
Église Saint-Benoît.
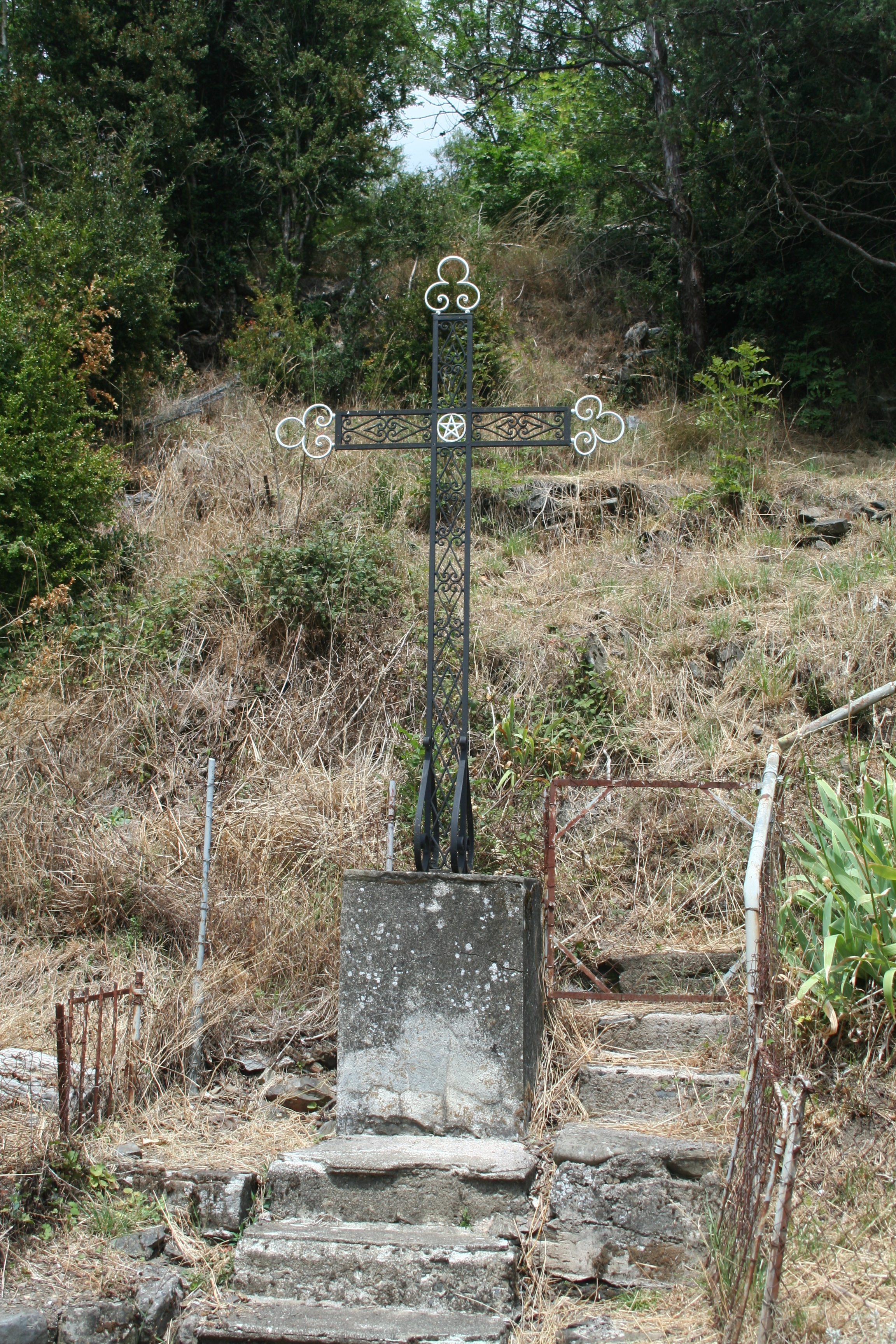
Croix.
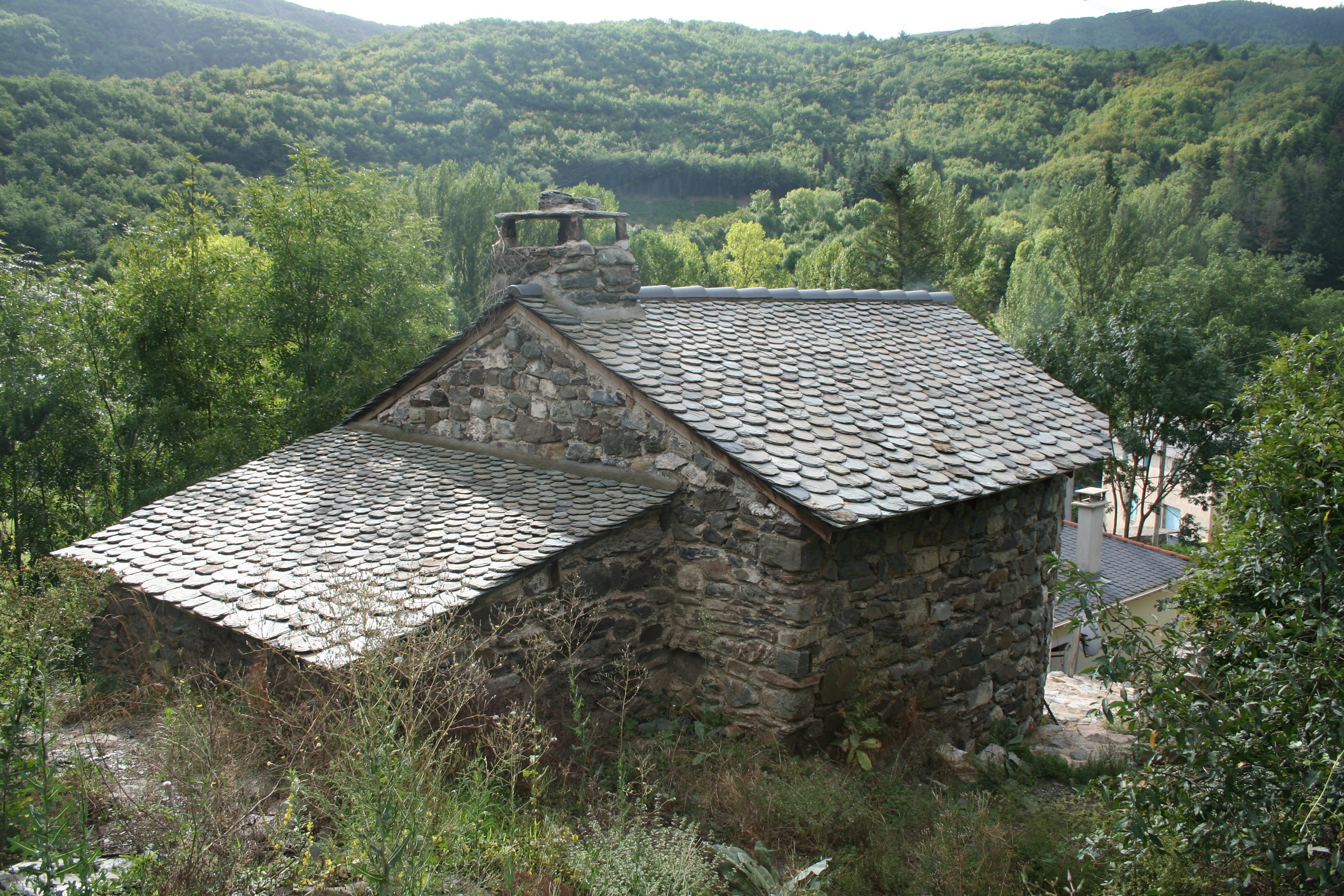
Four à pain de la Mouline d'Arnac.
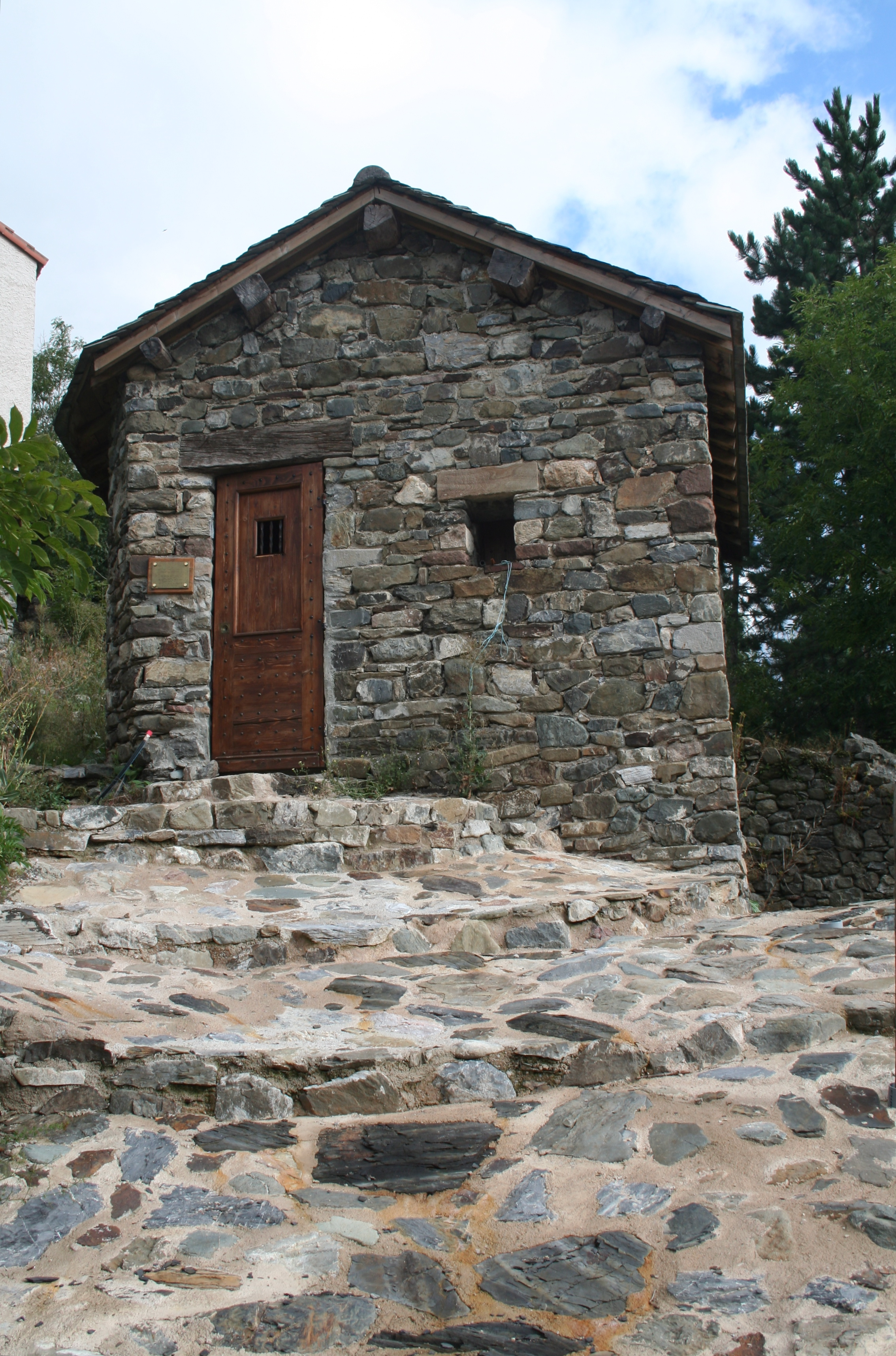
Four de la Mouline d'Arnac.

- Le GR 71 passe par la commune.

- Église Saint-Benoît.
- Croix.
- Four de la Mouline d'Arnac.
- Four de la Mouline d'Arnac.

### Héraldique
| Blason de Arnac-sur-Dourdou | Blason  | D'azur à deux bandes ondées abaissées d'argent, accompagnées en chef à senestre d'un moulinet à fer d'or et rangés en bande et brochant sur les bandes une fraise au naturel, une moucheture d'hermine de sable et un corbeau essorant du même. |
| Blason de Arnac-sur-Dourdou | Détails | Le statut officiel du blason reste à déterminer. |